# Държавна агенция
Държавната агенция в България е административна структура на пряко подчинение на Министерския съвет за разработване и осъществяване на политика, за която не е създадено министерство.
Тя е юридическо лице на бюджетна издръжка. Създава се с постановление на Министерския съвет, в което се определят начинът на функциониране и необходимата административна организация за осъществяване на дейността ѝ. Държавната агенция се ръководи и представлява от председател, който се определя с решение на Министерския съвет.

## Списък на държавните агенции в България

### Действащи към август 2023[2]
1. Държавна агенция „Архиви“
2. Държавна агенция „Безопасност на движението по пътищата“
3. Държавна агенция „Държавен резерв и военновременни запаси“
4. Държавна агенция за бежанците
5. Държавна агенция за закрила на детето
6. Държавна агенция за метрологичен и технически надзор
7. Държавна агенция „Национална сигурност“
8. Държавна агенция „Разузнаване“
9. Държавна агенция „Технически операции“
10. Национален статистически институт

### Закрити държавни агенции
1. Държавна агенция „Електронно управление“ (до декември 2021)
2. Държавна агенция по младежта и спорта (2000 – 2009)
3. Държавна агенция по туризъм (2006 – 2009)